# Milzano
Milzano (Melsà o Milsà in dialetto bresciano) è un comune italiano di 1 712 abitanti della provincia di Brescia in Lombardia.

## Geografia fisica

### Territorio
Il territorio è prevalentemente pianeggiante con piccoli rilievi, caratterizzato dalla presenza di numerosi campi coltivati. Il territorio comunale è segnato dal corso del fiume Mella.

### Clima
Milzano si trova nella zona climatica E.
Presenta il clima tipico della Bassa Bresciana. Le estati sono calde mentre gli inverni particolarmente freddi.

## Origini del nome
Milzano deriva dal latino Millitianum che corrisponde alla latinizzazione di Milcha, termine gallico utilizzato per indicare il centro abitato. Infatti, il termine Char sta a indicare le fortezze erette dai celti nei pressi dei fiumi mentre Mil significa Mella, il nome del fiume scorre vicino a Milzano.

## Storia
Milzano può essere considerato tra i paesi più antichi della Bassa Bresciana, in quanto formatosi attorno al 3000 a.C., durante l'Età del Bronzo. Oggi si sa con certezza che fu l'antico villaggio venne abitato dai Galli Cenomani.
Durante l'Alto Medioevo, nei pressi del centro abitato sorse un castello, andato distrutto nel corso del Settecento.
A partire dal IX secolo, quando dall'Abbazia di Leno il paese passò sotto la proprietà della famiglia Gambara, per secoli furono molte le famiglie che si contesero i terreni del comune. Si ritiene che, durante il Medioevo, nei pressi del fiume Mella fosse stata eretta un'antica chiesa, poi distrutta più volte a causa degli straripamenti del fiume e definitivamente abbattuta nel 1630, nel frattempo rimpiazzata con la nuova chiesa di Sant'Andrea. Infatti, la pieve non solo era in pessime condizioni, ma anche distante dal resto del centro abitato che nel 1549 fu ricostruito verso la parte più alta per evitare le inondazioni del Mella.
Sulle fondamenta dell'antica pieve venne edificata una cappella, attorno alla quale furono sepolti tutti i morti della peste che nel 1630 fece passare la popolazione da oltre mille a 460 individui.
Risale alla seconda metà del XVIII secolo l'istituzione delle scuole, del Monte di Pietà e delle prime congregazioni religiose. Tuttavia, la condizione degli abitanti restava sempre precaria e l'economia del comune faticava a decollare a causa delle siccità e degli straripamenti del Mella.
Sotto Napoleone, Milzano divenne frazione di Alfianello.
La bonifica agraria del territorio, risalente alla seconda metà del XIX secolo, portò finalmente, oltre a un miglioramento della situazione igienico-sanitaria e del numero della popolazione, uno sviluppo agricolo, con l'aumento della terra coltivabile e la nascita di cascine e aziende agricole.
Aggregato al comune di Pralboino nell'agosto 1928, tornò autonomo nel 1948.

### Simboli
Lo stemma, privo di concessione ufficiale, è liberamente adottato ed usato dal Comune.
Ornamenti esteriori da Comune.»
La sua origine non è nota ma potrebbe essere una rielaborazione del blasone dei Sala, famiglia di nobili con feudi anche a Milzano, che portavano uno scudo troncato di rosso pieno e di vaio.
Il gonfalone è un drappo di verde.

## Società

### Evoluzione demografica
Abitanti censiti

### Lingue e dialetti
Nel territorio di Milzano, accanto all'italiano, è parlata la Lingua lombarda prevalentemente nella sua variante di dialetto bresciano.

## Amministrazione
| Periodo        | Periodo   | Primo cittadino  | Partito                            | Carica  | Note |
| -------------- | --------- | ---------------- | ---------------------------------- | ------- | ---- |
| 15 maggio 2023 | in carica | Sandra Filippini | Insieme per Milzano (Lista Civica) | Sindaco |      |